# Auverse
Auverse est une ancienne commune française située dans le département de Maine-et-Loire, en région Pays de la Loire. Le 15 décembre 2016, la commune devient une commune déléguée au sein de la commune nouvelle de Noyant-Villages.
Cette commune rurale se situe dans le Baugeois, à l'est de la ville de Baugé et à l'ouest de celle de Noyant. La rivière Couasnon y prend sa source.

## Géographie

### Localisation
Ce village angevin de l'ouest de la France se situe dans l'est du Baugeois, entre Baugé (12 km) et Noyant (5 km), à 31 km de Saumur et à 46 km d'Angers,. Son territoire est essentiellement rural.
Le Baugeois est la partie nord-est du département de Maine-et-Loire. Il est délimité au sud par les vallées de l'Authion et de la Loire, et à l'ouest par celle de la Sarthe.

### Aux alentours
Les communes les plus proches sont Chavaignes (3 km), Lasse (4 km), Noyant (5 km), Méon (6 km), Dénezé-sous-le-Lude (6 km), Mouliherne (6 km), Linières-Bouton (7 km), Chigné (8 km), Pontigné (8 km) et Le Guédeniau (8 km).

### Géologie et relief
Situé sur un vaste plateau, l'altitude de la commune varie de 55 à 102 mètres, pour une altitude moyenne de 85 mètres. Le relief du Baugeois est principalement constitué d'un plateau, aux terrains sablonneux, siliceux ou calcaires, caractérisés par de larges affleurements sédimentaires, crétacés, sables et calcaires aux teintes claires.
Son territoire s'étend sur près de 31 km2 (3 074 hectares). Auverse se situe sur l'unité paysagère du Plateau du Baugeois. Une partie de la commune est classée en zones naturelles d'intérêt écologique, floristique et faunistique (ZNIEFF), pour les zones de la forêt de Chandelais, du bois au Moine, des bois de Bel Air et boisements proches, et pour celles du vallon du ruisseau de la Riverolle et bois voisins.

### Hydrographie
Le Couasnon prend sa source sur le territoire d'Auverse, à 82 mètres d'altitude au lieu-dit les Auversettes, en limite de la commune de Noyant. Long de 39,6 km, il traverse les communes (orientation est-ouest) de Chavaignes, Lasse, Pontigné, Baugé, (orientation Nord Sud) du Vieil-Baugé, Fontaine-Guérin, Gée, Beaufort et Mazé, pour se jeter ensuite dans l'Authion en deux bras, à Mazé au Gué de Mazé et à Beaufort-en-Vallée au lieu-dit le Gué d'Anjan.
Plusieurs ouvrages hydrauliques ponctuent le cours d'eau, tels les moulins et les clapets amovibles. Environ deux tiers du débit du Couasnon sont dérivés dans les biefs et les ouvrages des moulins.

### Climat
Le climat angevin est tempéré, de type océanique. Il est particulièrement doux, compte tenu de sa situation entre les influences océaniques et continentales. Généralement les hivers sont pluvieux, les gelées rares et les étés ensoleillés. Le climat du Baugeois est plus continental : plus sec et chaud l'été.

## Urbanisme
Morphologie urbaine : Le village s'inscrit dans un territoire essentiellement rural.
En 2009 on trouve 238 logements dans la commune d'Auverse, dont 76 % sont des résidences principales, pour une moyenne dans le département de 91 %, et dont 76 % des ménages en sont propriétaires.
Quatre ans plus tard, en 2013, on y trouve 251 logements, dont 79 % sont des résidences principales, pour une moyenne dans le département de 90 %, et dont 74 % des ménages en sont propriétaires.

## Toponymie
Formes anciennes du nom : Alvertia en 1066, Auverz en 1185, Auversia en 1204 et 1348, Auverse en 1271, Auverce au XVIIIe siècle puis Auverse au XIXe.
L'origine du nom viendrait du latin aqua (eau) qui a donné en vieux français auvouse (plein d'eau).
Nom des habitants : les Auversois.

## Histoire

### Préhistoire et Antiquité
Le territoire d'Auverse, dont l'occupation dès le Néolithique est avérée par des mégalithes, est un carrefour de voies de communication dès l'époque gallo-romaine.

### Ancien Régime
Les troubles de la Fronde (1648-1653) se font particulièrement sentir en ce lieu de passage. Ainsi, en 1652, les enfants ne peuvent être baptisés à l'église en raison de la présence de soldats.
Étendues au XVIIe siècle, les landes font progressivement place aux cultures.
Sous l'Ancien Régime, la localité dépend de l'élection et du grenier à sel de Baugé.

### Époque contemporaine
À la réorganisation administrative qui suit la Révolution, en 1790 la commune est d'abord rattachée au canton de Mouliherne, puis en 1800, à celui Noyant. Il est intégré au district de Baugé, puis en 1800 à l'arrondissement de Baugé, et à sa disparition en 1926, à l'arrondissement de Saumur.
Un institut agricole ouvre sur le domaine du Verneuil en septembre 1828 à l'image de celui de Roville en Meurthe-et-Moselle. L'établissement ferme deux plus tard pour cause de faillite.
À la fin du XIXe siècle est construite la ligne de chemin de fer du Petit Anjou, dont la ligne Angers-Noyant passe par Lasse, Auverse et Noyant.
Pendant la Première Guerre mondiale, 52 habitants perdent la vie. Lors de la Seconde Guerre mondiale, 6 habitants sont tués, dont un déporté et tué au camp d'Auschwitz.
Un rapprochement de communes intervient en 2016. Le 15 décembre, Auverse, Breil, Broc, Chalonnes-sous-le-Lude, Chavaignes, Chigné, Dénezé-sous-le-Lude, Genneteil, Lasse, Linières-Bouton, Meigné-le-Vicomte, Méon, Noyant et Parçay-les-Pins, s'associent pour former la commune nouvelle de Noyant-Villages. Auverse en devient une commune déléguée.

## Politique et administration

### Administration municipale

#### Administration actuelle
Depuis le 15 décembre 2016, Auverse constitue une commune déléguée au sein de la commune nouvelle de Noyant-Villages et dispose d'un maire délégué.
| Période                                  | Période  | Identité        | Étiquette | Qualité |
| ---------------------------------------- | -------- | --------------- | --------- | ------- |
| décembre 2016                            | mai 2020 | Chantal Frette  |           |         |
| mai 2020                                 | en cours | Claude Gaillard |           |         |
| Les données manquantes sont à compléter. |          |                 |           |         |

#### Administration ancienne
La commune est créée à la Révolution. Municipalité en 1790. Le conseil municipal est composé de 11 élus.
| Période                                  | Période       | Identité                         | Étiquette | Qualité                    |
| ---------------------------------------- | ------------- | -------------------------------- | --------- | -------------------------- |
| 1790                                     |               | Claude Lespagnol                 |           |                            |
| 23 avril 1805                            |               | Michel Leffroy                   |           |                            |
| 1808                                     |               | Claude Lespagnol                 |           |                            |
| 1809                                     |               | Michel Leffroy                   |           |                            |
| 1826                                     |               | Louis Naulet                     |           |                            |
| 1827                                     |               | François Masse                   |           |                            |
| 1830                                     |               | Lespagnol                        |           |                            |
| 1833                                     |               | François Masse                   |           |                            |
| 1843                                     |               | Alphonse Esnault de la Devansaye |           |                            |
| 1852                                     |               | Louis Cochard                    |           |                            |
| 1856                                     |               | Delarue                          |           |                            |
| 1860                                     |               | Dutot                            |           |                            |
| 1871                                     |               | Henri Esnault de la Devansaye    |           |                            |
| 1904                                     |               | Charles Roger                    |           |                            |
| 1912                                     |               | Jules Tessier                    |           |                            |
| 1916                                     |               | Maurice Tessier                  |           |                            |
| 1935                                     |               | Maurice Bordeau                  |           |                            |
| mars 1959                                |               | Raoul Marandeau                  |           |                            |
| juin 1995                                | mars 2001     | Roger Rousseaux                  |           | Ingénieur EDF retraité     |
| mars 2001                                | mars 2014     | Michel Lehoux,                   |           | Chef d'entreprise retraité |
| mars 2014                                | décembre 2016 | Chantal Frette                   |           |                            |
| Les données manquantes sont à compléter. |               |                                  |           |                            |

### Jumelages
La commune ne comporte pas de jumelage.

### Ancienne situation administrative

#### Intercommunalité
La commune fait partie jusqu'en 2016 de la communauté de communes du Canton de Noyant. Créée en 2000, cette structure intercommunale regroupe les quinze communes du canton,. L'intercommunalité est dissoute le 15 décembre 2016.
Elle est alors membre du Pays des Vallées d'Anjou, structure administrative d'aménagement du territoire comprenant six communautés de communes : Beaufort-en-Anjou, Canton de Baugé, Canton de Noyant, Loir-et-Sarthe, Loire Longué et Portes-de-l'Anjou.
La commune fait également partie du SICTOD Nord Est Anjou, membre du SIVERT, syndicat intercommunal de valorisation et de recyclage thermique des déchets de l'Est Anjou qui se trouve à Lasse, et du SIVU AEP de la région de Noyant pour le traitement de l'eau potable.

#### Autres circonscriptions
Jusqu'en 2014, Auverse fait partie du canton de Noyant et de l'arrondissement de Saumur. Ce canton compte alors les quinze mêmes communes que celles de la communauté de communes. Dans le cadre de la réforme territoriale, un nouveau découpage territorial pour le département de Maine-et-Loire est défini par le décret du 26 février 2014. La commune est rattachée au canton de Beaufort-en-Vallée, avec une entrée en vigueur au renouvellement des assemblées départementales de 2015.
Auverse est dans la troisième circonscription de Maine-et-Loire, composée de huit cantons, dont Baugé et Longué-Jumelles. Cette circonscription de Maine-et-Loire est l'une des sept circonscriptions législatives que compte le département.

## Population et société

### Démographie

#### Évolution démographique
L'évolution du nombre d'habitants est connue à travers les recensements de la population effectués dans la commune depuis 1793. À partir du 1er janvier 2009, les populations légales des communes sont publiées annuellement dans le cadre d'un recensement qui repose désormais sur une collecte d'information annuelle, concernant successivement tous les territoires communaux au cours d'une période de cinq ans. 
Pour les communes de moins de 10 000 habitants, une enquête de recensement portant sur toute la population est réalisée tous les cinq ans, les populations légales des années intermédiaires étant quant à elles estimées par interpolation ou extrapolation. Pour la commune, le premier recensement exhaustif entrant dans le cadre du nouveau dispositif a été réalisé en 2005,.
En 2014, la commune comptait 441 habitants, en évolution de +0,46 % par rapport à 2009 (Maine-et-Loire : +3,3 %, France hors Mayotte : +2,49 %).
| 1793 | 1800 | 1806 | 1821 | 1831 | 1836 | 1841 | 1846 | 1851 |
| ---- | ---- | ---- | ---- | ---- | ---- | ---- | ---- | ---- |
| 900  | 881  | 947  | 909  | 923  | 955  | 954  | 963  | 918  |

| 1856 | 1861 | 1866 | 1872 | 1876 | 1881 | 1886 | 1891 | 1896 |
| ---- | ---- | ---- | ---- | ---- | ---- | ---- | ---- | ---- |
| 928  | 925  | 988  | 956  | 950  | 986  | 997  | 952  | 922  |

| 1901 | 1906 | 1911 | 1921 | 1926 | 1931 | 1936 | 1946 | 1954 |
| ---- | ---- | ---- | ---- | ---- | ---- | ---- | ---- | ---- |
| 909  | 892  | 910  | 785  | 709  | 692  | 710  | 676  | 663  |

| 1962 | 1968 | 1975 | 1982 | 1990 | 1999 | 2005 | 2010 | 2014 |
| ---- | ---- | ---- | ---- | ---- | ---- | ---- | ---- | ---- |
| 610  | 543  | 451  | 423  | 356  | 390  | 404  | 450  | 441  |

#### Pyramide des âges
La population de la commune est relativement âgée. Le taux de personnes d'un âge supérieur à 60 ans (23,5 %) est en effet supérieur au taux national (22,1 %) et au taux départemental (21,4 %). Contrairement aux répartitions nationale et départementale, la population masculine de la commune est supérieure à la population féminine (53,1 % contre 48,4 % au niveau national et 48,6 % au niveau départemental).
La répartition de la population de la commune par tranches d'âge est, en 2008, la suivante :
- 53,1 % d'hommes (0 à 14 ans = 23,8 %, 15 à 29 ans = 15,9 %, 30 à 44 ans = 16,7 %, 45 à 59 ans = 21,3 %, plus de 60 ans = 22,2 %) ;
- 46,9 % de femmes (0 à 14 ans = 17,5 %, 15 à 29 ans = 13,3 %, 30 à 44 ans = 19,9 %, 45 à 59 ans = 25,6 %, plus de 60 ans = 23,6 %).

| Hommes | Classe d’âge | Femmes |
| ------ | ------------ | ------ |
| 0,0    | 90 ans ou +  | 0,9    |
| 6,3    | 75 à 89 ans  | 10,9   |
| 15,9   | 60 à 74 ans  | 11,8   |
| 21,3   | 45 à 59 ans  | 25,6   |
| 16,7   | 30 à 44 ans  | 19,9   |
| 15,9   | 15 à 29 ans  | 13,3   |
| 23,8   | 0 à 14 ans   | 17,5   |

| Hommes | Classe d’âge | Femmes |
| ------ | ------------ | ------ |
| 0,4    | 90 ans ou +  | 1,1    |
| 6,3    | 75 à 89 ans  | 9,5    |
| 12,1   | 60 à 74 ans  | 13,1   |
| 20,0   | 45 à 59 ans  | 19,4   |
| 20,3   | 30 à 44 ans  | 19,3   |
| 20,2   | 15 à 29 ans  | 18,9   |
| 20,7   | 0 à 14 ans   | 18,7   |

### Infrastructures
Services publics présents dans la commune : mairie, école maternelle et primaire, garderie périscolaire, bibliothèque, centre socioculturel, poste. Les autres services publics sont présents à Noyant, où l'on trouve notamment la Maison des services publics.
Outre les services publics, on trouve dans la commune une boulangerie, un salon de coiffure, un garage automobile, un restaurant routier et un bar-tabac.

### Santé
L'hôpital local le plus proche se trouve à Baugé (95 places) ainsi que plusieurs maisons de retraite.

### Écologie et recyclage
La collecte des déchets ménagers (tri sélectif) est organisée par la communauté de communes du Canton de Noyant. La déchèterie intercommunale se situe dans la commune de Saint-Martin-d'Arcé.

### Manifestations culturelles et festivités
Tous les ans, brocante le 1er samedi de juin.

## Économie

### Tissu économique
Commune principalement agricole, en 2009, 43 établissements sont présents dans la commune, dont 51 % relèvent du secteur de l'agriculture (pour 18 % dans le département). L'année suivante, en 2010, sur 47 établissements présents dans la commune, 47 % relèvent du secteur de l'agriculture (pour 17 % dans le département), 11 % du secteur de l'industrie, 13 % de celui de la construction, 26 % du secteur du commerce et des services et 4 % de celui de l'administration et de la santé.
Sur 46 établissements présents dans la commune à fin 2014, 50 % relèvent du secteur de l'agriculture (pour une moyenne de 11 % dans le département), 9 % du secteur de l'industrie, 7 % du secteur de la construction, 30 % de celui du commerce et des services et 4 % du secteur de l'administration et de la santé.

### Agriculture
Liste des appellations présentes sur le territoire :
- IGP Bœuf du Maine, IGP Porc de la Sarthe, IGP Volailles de Loué, IGP Volailles du Maine, IGP Œufs de Loué,
- IGP Cidre de Bretagne ou Cidre breton,
- IGP Val de Loire blanc, IGP Val de Loire rosé, IGP Val de Loire rouge.

## Culture locale et patrimoine

### Lieux et monuments
Bâtiments inscrits aux monuments historiques :
- le château du Fresne, des XVIe siècle et XIXe siècles, chapelle et tour dite des prisons qui l'accompagne, chapelle isolée fondée en 1572 et restaurée dans la décennie 1860-1870, Monument historique inscrit par arrêté du 16 mars 1999 (PA49000019)[45].
- le manoir de la Calvinière, des XVIe, XVIIe et XVIIIe siècles, façades et toitures du manoir, pigeonnier et communs, grille d'entrée, Monument historique inscrit par arrêté du 13 mai 1986 (PA00108950)[46].

Et autres ouvrages inscrits à l'inventaire général du patrimoine culturel :
- le château à la Calvinière, du XVIe siècle, sur lequel l'architecte Paul-Henri Datessen est intervenu (orangerie)[47];
- le château la Blanchardière, du XVe siècle ;
- le château la Sansonnière, des XVe, XVIe et XVIIe siècles;
- l'église Saint-Germain-l'Auxerrois, du XIXe siècle ;
- plusieurs maisons et fermes des XVe, XVIe, XVIIe et XVIIIe siècles;
- le manoir au lieu-dit Auversette, du XVe ou XVIe siècle ;
- le souterrain refuge au lieu-dit la Roche, du XVe siècle.

### Personnalités liées à la commune
- Guy Georges Rampillon (1962- ), dit Guy Georges, tueur en série. A passé son enfance à Noyant puis à Auverse[48].

## Pour approfondir